# أبو طالب (الفيوم)
قرية أبو طالب هي إحدى القرى التابعة لمركز طامية في محافظة الفيوم في جمهورية مصر العربية. حسب إحصاءات سنة 2006، بلغ إجمالي السكان في أبو طالب 5239 نسمة، منهم 2799 رجل و2440 امرأة.